# ASF
Advanced Systems Format (англ. Advanced Streaming Format, англ. Active Streaming Format) — розроблений фірмою Microsoft формат файлів, що містять потокове авдіо та відео. ASF є частиною Windows Media. Формат придатний як для локального відтворення, так і для передачі та відтворення по комп'ютерних мережах, включаючи Інтернет.
ASF є контейнером мультимедіа, і не містить вказівок на те, яким чином дані повинні бути закодовані, а тільки визначає структуру потоку даних. У цьому відношенні ASF замінює формат мультимедіа контейнерів AVI. Це розширюваний формат, який може містити дані, закодовані за допомогою різних кодеків, й підтримує синхронізацію потоків.
Зазвичай використовується розширення файлу — .asf, а MIME тип — video/x-ms-asf.
Крім того, файли, що містять переважно аудіоінформацію, можуть мати розширення .Wma, а відео-файли — .Wmv. Розширення .asf зазвичай використовується для файлів, що містять дані, закодовані кодеками сторонніх (не Microsoft) розробників.

## Особливості формату
- Можливість потокового відтворення;
- Управління пріоритетами потоків;
- Багатомовність;
- Розширюваність, можливість динамічного завантаження компонентів і кодеків;
- Підтримка DRM;
- Розширені можливості анотування та використання метаданих.

Особливістю формату ASF є можливість відтворення безпосередньо в момент завантаження даних по мережі, тобто потокового відтворення. Для передачі по IP-мережах ASF-потоків зазвичай використовується протокол RTSP.
Для використання даного формату необхідно ліцензування у фірми Microsoft.